# Пермський державний медичний університет
Пе́рмський держа́вний меди́чний університе́т і́мені акаде́міка Є. А. Ва́гнера (рос. Пермский государственный медицинский университет имени академика Е. А. Вагнера) — медичний вищий навчальний заклад Російської Федерації. Розташований у місті Перм Приволзького федерального округу.

## Історія
У відповідності з актом Міністерства народної освіти Російської імперії від 1 (14) жовтня 1916 року № 2773 було створене Пермське відділення Імператорського Петроградського університету в складі перших трьох курсів трьох факультетів. До складу фізико-математичного факультету входило медичне відділення.
Постановою Тимчасового Уряду Росії від 1 (14) липня 1917 року № 752 на базі Пермського відділення був відкритий Пермський університет. Того ж 1917 року медичне відділення перетворене в медичний факультет університету. Навчання студентів попервах велося на загальнофакультетських кафедрах університету. У 1920 році були відкриті кафедри факультетської терапії та хірургії, хвороб вуха, горла, носа.
23 лютого 1931 року відповідно до Постанови РНК РРФСР медичний факультет університету виокремлений в самостійний Пермський медичний інститут (у 1940 - 1957 роках - Молотовський медичний інститут). Перший набір студентів проводився на сім факультетів: лікувально-профілактичний, санітарно-гігієнічний, охорони материнства і дитинства, підготовки фельдшерів без відриву від виробництва, робітфак, вищих медичних кадрів, хіміко-фармацевтичний. Згодом деякі з них, враховуючи нові вимоги, що висувались розвитком охорони здоров'я, були закриті, інші — перетворені.
Починаючи з 1992 року, в інституті діє програма міжнародних студентських обмінів у рамках IFMSA.
У 1994 році наказом Державного Комітету РФ з вищої освіти Пермський медичний інститут перейменований у Пермську державну медичну академію.
У 2006 році Пермській державній медичній академії присвоєно ім'я Є. А. Вагнера — видатного вченого, лауреата Державної премії РФ, заслуженого діяча науки РФ, заслуженого лікаря РФ, першого академіка АМН СРСР на Уралі.
З 1997 року Пермська державна медична академія — член Європейської асоціації медичних шкіл Європи (AMSE).
Наказом МОЗ РФ № 666 від 27 жовтня 2014 року ПДМА знову змінила свій статус. Відтепер ВНЗ називається «Пермський державний медичний університет імені академіка Є. А. Вагнера».

## Факультети
Підготовка спеціалістів проводиться на 7 факультетах:
- лікувальний,
- педіатричний,
- стоматологічний,
- медико-профілактичний,
- вищої сестринської освіти,
- підвищення кваліфікації і професійної перепідготовки,
- довишівської освіти.

ВНЗ проводить навчання іноземних громадян за програмами довишівської, переддипломної та післядипломної освіти.

## Керівники закладу
- 1931–1934 роки — Большаков Микола Пилипович (директор);
- 1935–1950 роки — Сумбаєв Петро Петрович;
- 1951–1952 роки — Мамойко Сергій Федорович;
- 1953–1960 роки — Косіцин Іван Іванович;
- 1961–1969 роки — Іванівська Тетяна Володимирівна;
- 1970–1994 роки — Вагнер Євген Антонович;
- 1995–2005 роки — Черкасов Володимир Аристархович;
- з 2005 донині — Корюкіна Ірина Петрівна.

## Випускники
- Штеренгерц Олександр Юхимович